# Kleptokratie
Als Kleptokratie (altgriechisch κλέπτειν kléptein „stehlen“ und κρατία kratía „Herrschaft“, also etwa „Herrschaft der Plünderer, Diebesherrschaft“) wird im engeren Sinn eine Herrschaftsform bezeichnet, bei der die Herrschenden willkürliche Verfügungsgewalt über Besitz und Einkünfte der Beherrschten haben und sich oder ihre Klientel auf Kosten der Beherrschten bereichern.

## Beispiele
Geprägt wurde der Begriff von Patrick Meney, der die Zustände in der Sowjetunion am Ende der sozialistischen Ära und in Russland zu Beginn der Jelzin-Ära beschreibt. Kleptokratien sind zumeist Diktaturen, häufig in Verbindung mit Vetternwirtschaft.
Als Beispiele für Kleptokratien werden die Herrschaft von Anastasio Somoza in Nicaragua, von Mobutu Sese Seko in Zaire, das Marcos-Regime auf den Philippinen und die fünfjährige Herrschaftszeit Sani Abachas in Nigeria angesehen. Nach der Veröffentlichung der Malta Files wurde auch Erdoğans Herrschaft in der Türkei dazugezählt.

## Ausweitung des Begriffs
Der Politologe Götz Aly verwendet in seinem Buch Hitlers Volksstaat ausdrücklich den Begriff kleptokratisch und vertritt die These, der NS-Staat habe die Loyalität einer breiten Mittelschicht von 95 % der Deutschen mit Mitteln erkauft, die aus exzessiver Besteuerung der Reichen sowie aus der Beraubung der Juden und der Bevölkerung der besetzten Staaten stammten.